# Lista orașelor din Franța
Din punct de vedere administrativ Franța este divizată în comune conduse de către un consiliu municipal și de către un primar. Din punct de vedere statistic Institutul Național de Statistică și de Studii Economice Francez definește orașele ca fiind comune cu o populație mai mare de 2.000 de locuitori ce locuiesc într-un habitat aglomerat. Acest articol cuprinde o listă a comunelor franceze cu o populație de peste 20.000 locuitori, nivel definit de către Organizația Națiunilor Unite.
Cuprins: Început - 0–9 A B C D E F G H I J K L M N O P Q R S T U V W X Y Z

## A
- Abbeville
- Agde
- Agen
- Aix-en-Provence
- Aix-les-Bains
- Albi (49 106 loc.)
- Alençon (30 379 loc.)
- Alès (41 054 loc.)
- Alfortville (36 392 loc.)
- Amiens (139 210 loc.)
- Angers (156 327 loc.)
- Anglet (36 742 loc.)
- Angoulême (46 324 loc.)
- Annecy (52 100 loc.)
- Annemasse (27 659 loc.)
- Antibes (73 383 loc.)
- Antony (60 420 loc.)
- Argenteuil (100 600 loc.)
- Arles (51 614 loc.)
- Armentières (25 979 loc.)
- Arras (43 566 loc.)
- Asnières-sur-Seine (76 314 loc.)
- Athis-Mons (30 010 loc.)
- Aubagne (43 083 loc.)
- Aubervilliers (71 600 loc.)
- Auch (23 501 loc.)
- Aulnay-sous-Bois (80 700 loc.)
- Aurillac (32 718 loc.)
- Auxerre (40 292 loc.)
- Avignon (88 312 loc.)

## B
- Bagneux (37 433 loc.)
- Bagnolet (32 761 loc.)
- Bastia (39 016 loc.)
- Bayonne (41 778 loc.)
- Beaune (22 916 loc.)
- Beauvais (57 355 loc.)
- Bègles (22 672 loc.)
- Belfort (52 521 loc.)
- Bergerac (27 201 loc.)
- Besançon (122 308 loc.)
- Béthune (28 522 loc.)
- Béziers (72 400 loc.)
- Bezons (26 480 loc.)
- Biarritz (30 739 loc.)
- Blagnac (20 806 loc.)
- Le Blanc-Mesnil (47 079 loc.)
- Blois (51 832 loc.)
- Bobigny (44 318 loc.)
- Bois-Colombes (24 048 loc.)
- Bondy (47 084 loc.)
- Bordeaux (218 948 loc.)
- Boulogne-Billancourt (107 042 loc.)
- Boulogne-sur-Mer (45 508 loc.)
- Bourg-en-Bresse (43 008 loc.)
- Bourges (76 075 loc.)
- Bourgoin-Jallieu (23 517 loc.)
- Le Bouscat (22 669 loc.)
- Brest (156 217 loc.)
- Brétigny-sur-Orge (22 114 loc.)
- Brive-la-Gaillarde (51 586 loc.)
- Bron (38 058 loc.)
- Bruay-la-Buissière (24 552 loc.)
- Brunoy (23 937 loc.)

## C
- Cachan (25 327 loc.)
- Caen (117 157 loc.)
- Cagnes-sur-Mer (44 207 loc.)
- Cahors (21 432 loc.)
- Calais (78 170 loc.)
- Caluire-et-Cuire (41 667 loc.)
- Cambrai (34 993 loc.)
- Cannes (68 214 loc.)
- Le Cannet (42 492 loc.)
- Carcassonne (46 216 loc.)
- Carpentras (27 249 loc.)
- Castres (45 413 loc.)
- Cavaillon (25 058 loc.)
- Cayenne (50 594 loc.)
- La Celle-Saint-Cloud (21 761 loc.)
- Cenon (21 533 loc.)
- Cergy (55 162 loc.)
- Châlons-en-Champagne (50 338 loc.)
- Chalon-sur-Saône (52 260 loc.)
- Chambéry (57 592 loc.)
- Champigny-sur-Marne (74 658 loc.)
- Champs-sur-Marne (24 858 loc.)
- Charenton-le-Pont (26 706 loc.)
- Charleville-Mézières (58 092 loc.)
- Chartres (42 059 loc.)
- Châteauroux (52 345 loc.)
- Châtellerault (35 795 loc.)
- Châtenay-Malabry (30 919 loc.)
- Châtillon (28 788 loc.)
- Chatou (28 889 loc.)
- Chaumont (28 365 loc.)
- Chelles (45 711 loc.)
- Cherbourg-Octeville (44 108 loc.)
- Le Chesnay (28 942 loc.)
- Choisy-le-Roi (34 574 loc.)
- Cholet (56 320 loc.)
- La Ciotat (31 923 loc.)
- Clamart (49 131 loc.)
- Clermont-Ferrand (141 004 loc.)
- Clichy (50 420 loc.)
- Clichy-sous-Bois (28 379 loc.)
- Cognac (20 126 loc.)
- Colmar (67 163 loc.)
- Colombes (77 184 loc.)
- Colomiers (28 988 loc.)
- Combs-la-Ville (21 092 loc.)
- Compiègne (43 380 loc.)
- Concarneau (20 021 loc.)
- Conflans-Sainte-Honorine (33 948 loc.)
- Corbeil-Essonnes (39 951 loc.)
- Coudekerque-Branche (24 487 loc.)
- Courbevoie (70 105 loc.)
- La Courneuve (35 608 loc.)
- Creil (31 947 loc.)
- Créteil (82 630 loc.)
- Le Creusot (26 758 loc.)
- Croix (20 832 loc.)

## D
- Dammarie-lès-Lys (20 816 loc.)
- Dax (20 649 loc.)
- Décines-Charpieu (24 324 loc.)
- Denain (20 584 loc.)
- Deuil-la-Barre (20 292 loc.)
- Dieppe (35 694 loc.)
- Dijon (153 813 loc.)
- Dole (26 015 loc.)
- Douai (44 742 loc.)
- Draguignan (34 814 loc.)
- Drancy (62 624 loc.)
- Draveil (28 384 loc.)
- Dreux (32 565 loc.)
- Dunkerque (72 333 loc.)

## E
- Eaubonne (23 026 loc.)
- Échirolles (33 169 loc.)
- Élancourt (26 983 loc.)
- Épernay (27 033 loc.)
- Épinal (38 207 loc.)
- Épinay-sur-Seine (46 593 loc.)
- Ermont (27 696 loc.)
- Étampes (22 114 loc.)
- Évreux (54 076 loc.)
- Évry (50 013 loc.)

## F
- Fécamp (21 479 loc.)
- Fleury-les-Aubrais (20 875 loc.)
- Fontaine (23 586 loc.)
- Fontenay-aux-Roses (23 849 loc.)
- Fontenay-sous-Bois (51 264 loc.)
- Forbach (23 281 loc.)
- Fougères (22 819 loc.)
- Franconville (33 665 loc.)
- Fréjus (47 897 loc.)
- Fresnes (25 315 loc.)

## G
- Gagny (36 876 loc.)
- Gap (38 612 loc.)
- La Garde (25 637 loc.)
- La Garenne-Colombes (24 181 loc.)
- Garges-lès-Gonesse (40 213 loc.)
- Gennevilliers (42 733 loc.)
- Gif-sur-Yvette (21 715 loc.)
- Gonesse (24 974 loc.)
- Goussainville (27 540 loc.)
- Gradignan (22 834 loc.)
- Grande-Synthe (23 560 loc.)
- Le Grand-Quevilly (26 893 loc.)
- Grasse (44 790 loc.)
- Grenoble (156 203 loc.)
- Grigny (24 620 loc.)
- Guyancourt (25 444 loc.)

## H
- Haguenau (33 943 loc.)
- Le Havre (193 259 loc.)
- L'Haÿ-les-Roses (29 816 loc.)
- Hazebrouck (22 114 loc.)
- Hénin-Beaumont (25 610 loc.)
- Herblay (23 631 loc.)
- Hérouville-Saint-Clair (24 374 loc.)
- Houilles (30 163 loc.)
- Hyères (53 258 loc.)

## I
- Illkirch-Graffenstaden (25 183 loc.)
- Issy-les-Moulineaux (63 859 loc.)
- Istres (40 290 loc.)
- Ivry-sur-Seine (51 425 loc.)

## J
- Joué-lès-Tours (37 126 loc.)

## K
- Le Kremlin-Bicêtre (23 900 loc.)

## L
- Lambersart (28 369 loc.)
- Lanester (23 144 loc.)
- Laon (27 878 loc.)
- Laval (54 379 loc.)
- Lens (36 823 loc.)
- Levallois-Perret (54 994 loc.)
- Libourne (22 457 loc.)
- Liévin (33 943 loc.)
- Les Lilas (20 484 loc.)
- Lille (219 597 loc.)
- Limoges (137 502 loc.)
- Lisieux (24 080 loc.)
- Livry-Gargan (37 415 loc.)
- Longjumeau (20 158 loc.)
- Loos (21 447 loc.)
- Lorient (61 844 loc.)
- Lormont (21 765 loc.)
- Lunel (22 582 loc.)
- Lunéville (21 112 loc.)
- Lyon (453 187 loc.)

## M
- Mâcon (36 068 loc.)
- La Madeleine (22 696 loc.)
- Maisons-Alfort (51 749 loc.)
- Maisons-Laffitte (22 258 loc.)
- Malakoff (29 644 loc.)
- Manosque (20 309 loc.)
- Le Mans (144 500 loc.)
- Mantes-la-Jolie (44 031 loc.)
- Marcq-en-Barœul (37 679 loc.)
- Marignane (34 238 loc.)
- Marsilia (807 071 loc.)
- Martigues (44 256 loc.)
- Massy (38 209 loc.)
- Maubeuge (34 051 loc.)
- Meaux (50 913 loc.)
- Le Mée-sur-Seine (21 325 loc.)
- Melun (36 998 loc.)
- Menton (29 266 loc.)
- Mérignac (63 300 loc.)
- Metz (127 498 loc.)
- Meudon (44 372 loc.)
- Meyzieu (28 238 loc.)
- Millau (22 280 loc.)
- Miramas (22 997 loc.)
- Mons-en-Barœul (23 135 loc.)
- Montauban (54 421 loc.)

Moissy-Cramayel
- Montceau-les-Mines (21 200 loc.)
- Mont-de-Marsan (32 234 loc.)
- Montélimar (32 896 loc.)
- Montfermeil (24 199 loc.)
- Montgeron (22 102 loc.)
- Montigny-le-Bretonneux (35 568 loc.)
- Montigny-lès-Metz (24 420 loc.)
- Montluçon (44 074 loc.)
- Montmorency (20 797 loc.)
- Montpellier (244 100 loc.)
- Montreuil (101 400 loc.)
- Montrouge (38 005 loc.)
- Mont-Saint-Aignan (21 761 loc.)
- Moulins (22 667 loc.)
- Mulhouse (112 002 loc.)
- Les Mureaux (32 100 loc.)
- Muret (21 446 loc.)

## N
- Nancy (105 830 loc.)
- Nanterre (86 219 loc.)
- Nantes (277 728 loc.)
- Narbonne (48 020 loc.)
- Neuilly-sur-Marne (32 875 loc.)
- Neuilly-sur-Seine (60 364 loc.)
- Nevers (43 082 loc.)
- Nisa (345 892 loc.)
- Nîmes (137 740 loc.)
- Niort (59 346 loc.)
- Nogent-sur-Marne (28 416 loc.)
- Noisy-le-Grand (58 460 loc.)
- Noisy-le-Sec (37 460 loc.)

## O
- Olivet (20 450 loc.)
- Orange (28 889 loc.)
- Orléans (116 559 loc.)
- Orly (20 706 loc.)
- Orvault (24 218 loc.)
- Oullins (25 478 loc.)
- Oyonnax (24 636 loc.)
- Ozoir-la-Ferrière (20 817 loc.)

## P
- Palaiseau (30 158 loc.)
- Pantin (50 070 loc.)
- Paris (9 785 955 loc.)
- Pau (80 610 loc.)
- Périgueux (32 294 loc.)
- Perpignan (107 241 loc.)
- Le Perreux-sur-Marne (30 227 loc.)
- Pessac (56 851 loc.)
- Le Petit-Quevilly (22 601 loc.)
- Pierrefitte-sur-Seine (25 939 loc.)
- Plaisir (31 342 loc.)
- Le Plessis-Robinson (21 759 loc.)
- Poissy (36 101 loc.)
- Poitiers (87 012 loc.)
- Pontault-Combault (33 019 loc.)
- Pontoise (28 661 loc.)
- Le Port (38 367 loc.)
- La Possession (21 883 loc.)
- Puteaux (40 950 loc.)
- Le Puy-en-Velay (22 010 loc.)

## Q
- Quimper (67 127 loc.)

## R
- Rambouillet (25 424 loc.)
- Reims (191 325 loc.)
- Rennes (212 494 loc.)
- Rezé (36 455 loc.)
- Rillieux-la-Pape (28 740 loc.)
- Ris-Orangis (24 612 loc.)
- Roanne (40 121 loc.)
- Rochefort (27 544 loc.)
- La Rochelle (80 055 loc.)
- La Roche-sur-Yon (52 947 loc.)
- Rodez (26 367 loc.)
- Romainville (24 010 loc.)
- Romans-sur-Isère (33 665 loc.)
- Rosny-sous-Bois (39 499 loc.)
- Roubaix (98 039 loc.)
- Rouen (108 758 loc.)
- Rueil-Malmaison (76 400 loc.)

## S
- Saint-André (Réunion) (43 150 hab)
- Saint-Benoît (Réunion) (31 531 hab)
- Saint-Brieuc (48 895 loc.)
- Saint-Chamond (37 919 loc.)
- Saint-Cloud (28 395 loc.)
- Saint-Denis (Réunion) (131 649 hab)
- Saint-Denis (95 700 loc.)
- Saint-Dié-des-Vosges (23 699 loc.)
- Saint-Dizier (32 707 loc.)
- Sainte-Foy-lès-Lyon (21 449 loc.)
- Sainte-Geneviève-des-Bois (32 324 loc.)
- Saintes (27 723 loc.)
- Saint-Étienne (183 522 loc.)
- Saint-Étienne-du-Rouvray (29 561 loc.)
- Saint-Germain-en-Laye (40 162 loc.)
- Saint-Herblain (44 822 loc.)
- Saint-Joseph (Réunion) (30 276 loc.)
- Saint-Laurent-du-Var (27 252 loc.)
- Saint-Leu (Réunion) (25 310 loc.)
- Saint-Lô (21 585 loc.)
- Saint-Louis (19 961 loc.)
- Saint-Louis (Réunion) (43 491 loc.)
- Saint-Malo (52 737 loc.)
- Saint-Martin-d'Hères (35 927 loc.)
- Saint-Maur-des-Fossés (73 613 loc.)
- Saint-Médard-en-Jalles (25 938 loc.)
- Saint-Michel-sur-Orge (20 543 loc.)
- Saint-Nazaire (68 616 loc.)
- Saint-Ouen (40 015 loc.)
- Saint-Paul (Réunion) (87 712 loc.)
- Saint-Pierre (Réunion) (69 009 loc.)
- Saint-Pol-sur-Mer (23 618 loc.)
- Saint-Priest (41 213 loc.)
- Saint-Quentin (61 092 loc.)
- Saint-Raphaël (31 196 loc.)
- Saint-Sébastien-sur-Loire (26 024 loc.)
- Salon-de-Provence (38 137 loc.)
- Sannois (25 887 loc.)
- Sarcelles (58 241 loc.)
- Sarreguemines (23 774 loc.)
- Sartrouville (50 560 loc.)
- Saumur (31 700 loc.)
- Savigny-le-Temple (22 445 loc.)
- Savigny-sur-Orge (36 612 loc.)
- Schiltigheim (30 991 loc.)
- Sedan (21 117 loc.)
- Sens (27 952 loc.)
- Sète (40 220 loc.)
- Sevran (47 215 loc.)
- Sèvres (22 754 loc.)
- La Seyne-sur-Mer (60 968 loc.)
- Six-Fours-les-Plages (33 232 loc.)
- Soissons (30 672 loc.)
- Sotteville-lès-Rouen (30 124 loc.)
- Stains (33 076 loc.)
- Strasbourg (267 051 loc.)
- Sucy-en-Brie (25 030 loc.)
- Suresnes (40 594 loc.)

## T
- Talence (38 421 loc.)
- Le Tampon (60 311 loc.)
- Tarbes (49 343 loc.)
- Taverny (26 092 loc.)
- La Teste-de-Buch (23 819 loc.)
- Thiais (28 502 loc.)
- Thionville (42 205 loc.)
- Thonon-les-Bains (29 952 loc.)
- Torcy (21 693 loc.)
- Toulon (166 442 loc.)
- Toulouse (426 700 loc.)
- Tourcoing (94 204 loc.)
- Tournefeuille (22 983 loc.)
- Tours (137 046 loc.)
- Trappes (28 956 loc.)
- Tremblay-en-France (34 018 loc.)
- Troyes (62 612 loc.)

## U
- Les Ulis (25 947 loc.)

## V
- Valence (66 568 loc.)
- Valenciennes (42 343 loc.)
- La Valette-du-Var (21 990 loc.)
- Vallauris (25 931 loc.)
- Vandœuvre-lès-Nancy (32 473 loc.)
- Vannes (54 773 loc.)
- Vanves (25 712 loc.)
- Vaulx-en-Velin (39 466 loc.)
- Vélizy-Villacoublay (21 076 loc.)
- Vénissieux (56 487 loc.)
- Verdun (21 267 loc.)
- Vernon (25 003 loc.)
- Versailles (88 476 loc.)
- Vertou (20 773 loc.)
- Vichy (26 915 loc.)
- Vienne (30 749 loc.)
- Vierzon (30 743 loc.)
- Vigneux-sur-Seine (25 776 loc.)
- Villefranche-sur-Saône (31 213 loc.)
- Villejuif (47 613 loc.)
- Villemomble (27 230 loc.)
- Villenave-d'Ornon (27 846 loc.)
- Villeneuve-d'Ascq (65 706 loc.)
- Villeneuve-la-Garenne (22 438 loc.)
- Villeneuve-Saint-Georges (28 942 loc.)
- Villeneuve-sur-Lot (24 134 loc.)
- Villeparisis (21 493 loc.)
- Villepinte (33 902 loc.)
- Villeurbanne (127 299 loc.)
- Villiers-le-Bel (26 330 loc.)
- Villiers-sur-Marne (26 757 loc.)
- Vincennes (43 937 loc.)
- Viry-Châtillon (30 529 loc.)
- Vitrolles (37 087 loc.)
- Vitry-sur-Seine (79 322 loc.)
- Voiron (20 442 loc.)

## W
- Wattrelos (42 984 loc.)

## Y
- Yerres (27 744 loc.)

## Z
SQSWDW